# Ain Taoujdate
Aïn Taoujdate (عين تاوجطات) est une ville du Maroc, située dans la région de Fès-Meknès. Elle se trouve à environ mi-chemin entre les villes de Fès et Meknès. La ville est desservie par la ligne ferroviaire nationale ONCF. Selon le recensement de 2024, elle comptait une population de 33048 habitants1. L’économie d’Aïn Taoujdate repose en grande partie sur l’agriculture, grâce à la vaste et fertile plaine du Saïss. Le niveau de vie y est abordable en raison de la proximité des zones de maraîchage et d’arboriculture. Chaque jeudi, un souk hebdomadaire rassemble marchands et produits variés tels que fruits, légumes, viandes, poissons, épices et textiles. La ville abrite également une importante usine de production d’huile, les Huileries Ain Taoujdate. Le climat varie entre des températures allant de 18 °C à 44 °C pendant les mois les plus chauds et de 0 °C à 7 °C pendant les mois les plus froids.Trois sources, Ain Amlal, Ben Kazza et Gharra, se trouvent près de la ville, offrant des paysages magnifiques et de l’eau pure.

## Infrastructures
L’aéroport Fès-Saïss, situé à environ trente kilomètres d’Aïn Taoujdate, est un point d’accès essentiel pour la région. La gare de la ville est desservie par les trains circulant sur la liaison ferroviaire entre Meknès et Fès. De plus, la R716 relie la N6 à El Hajeb, et l’autoroute A2, via l’échangeur ouvert le 1er février 2018, facilite les déplacements routiers.

## Économie
La ville étant situé dans la vaste et fertile plaine du Saïss, l'agriculture représente une part importante de l'économie de la ville. Le niveau de vie y est d'ailleurs très abordable du fait de la proximité des zones de maraîchages et arboricoles.
Le Souk hebdomadaire se tient le jeudi, les marchands se réunissent à la sortie de la ville à l'emplacement de l'ancien douar "Makina Doum" près du nouveau quartier Hay Nasr sur la route menant à El Hajeb pour y étaler toutes sortes de produits: fruits, légumes, viandes, poissons, épices, textiles et autres bazars.
On y trouve également une importante usine de production d'huile, "Les Huileries Ain Taoujdate" se situant sur la route menant à El Mhaya.

## Démographie
Ain Taoujdate est une ville cosmopolite, on y trouve des Rifains, des Souassas, des berbères de l'Atlas, des Arabes, des Jbalas, Doukkalas, etc.
Évolution de la population de la ville :

## Climat
La température du mois le plus chaud varie entre 18 °C et 44 °C, et celle du mois le plus froid varie entre 0 °C et 7 °C.

## Les sources
Il existe aussi 3 autres sources près de la ville : Ain Amlal, Ben Kazza et Gharra.
Aïn Amlal est une petite source abritant un gros rocher qui selon la mythologie Taoujtati fut porté il y a quelque 1 800 ans par une centaine d'hommes forts. Il y a aussi des crabes, des crevettes dans cette petite rivière qui nous surprend et qui donne un plaisir à notre regard.
la source Gharra est caractérisée par la beauté du paysage et la pureté de l'eau. Elle est vraiment magnifique. Les jeunes taoujtatis s'y baignent à chaque été.

### Quartiers de la ville d'Ain Taoujdate
1. Hay Elfath : Ce quartier est situé dans la ville et offre diverses commodités pour les résidents.
2. Hay Rachad : Un autre quartier de la ville, offrant probablement des espaces résidentiels et des services locaux.
3. Jradi ou El Bassatine : Ce quartier peut être connu pour ses espaces verts ou ses jardins.

1. Hay Riad (PAM) : Un quartier portant le nom du parti politique PAM.
2. Al Qods 1 et Al Qods 2 : Ces quartiers peuvent être liés à des références religieuses.
3. Narjiss 1 (Lycée) et Narjiss 2 (Akrad) : Il semble que ces quartiers soient associés à des établissements scolaires.
4. Oualili Andalous, Farah, Karim, Baraka, Malika, Elkhir, 2e tranche, Saada, Hay Anas, Nasser 1, Nasser 2, Hay Takadoum, Hay Salam, Hay Agdal, Hay Marjana (Lotissement Fouzia) : Ces quartiers ont probablement leurs propres caractéristiques et particularités.